# Gilbert, Arizona
Gilbert este un oraș cu statut de town din comitatul Maricopa, statul Arizona,  Statele Unite ale Americii, aflat la sud-est de Phoenix, dar parte a Zonei Metropolitane Phoenix.
Cunoscut cândva ca fiind "Capitala fânului lumii" (conform, "Hay Shipping Capital of the World", Gilbert este acum cel mai populat târg încorporat din Statele Unite.  Acoperind o suprafață de aproximativ 197 km2 (circa 76 mile2) Gilbert s-a transformat rapid dintr-o comunitate agricolă într-o localitate modernă având multe intreprinderi din generația contemporană de high-tec, numită și cea "fără fum."